# Je suis : Céline Dion
Pour plus de détails, voir Fiche technique et Distribution.
Je suis : Céline Dion (I Am: Celine Dion) est un film documentaire américain de 2024 réalisé par Irene Taylor (en) et centré sur la chanteuse canadienne Céline Dion. Le film détaille la vie de Céline Dion, ses réalisations professionnelles et sa lutte contre le syndrome de la personne raide. La première a lieu à New York le 17 juin 2024 et bénéficie d'une sortie limitée en salles le 21 juin 2024 par Amazon MGM Studios via la filière Metro-Goldwyn-Mayer. Il est disponible en streaming depuis le 25 juin 2024, sur Prime Video.

## Production
Sony Music Entertainment annonce en septembre 2021 qu'un long métrage documentaire sur la chanteuse Céline Dion est en préparation. Le titre officiel du film est annoncé en janvier 2024, Amazon MGM Studios ayant acquis les droits de distribution. La bande-annonce du film sort le 23 mai 2024.

## Réception
Sur le site agrégateur d'avis Rotten Tomatoes, 100 % des 20 critiques sont positifs, avec une note moyenne de 8,3/10. Metacritic, qui utilise une moyenne pondérée, attribue au film une note de 77 sur 100, basée sur 10 critiques, indiquant des critiques « généralement favorables ».

## Box office
Le week-end de la sortie aux États-Unis et au Canada, le film affiche 281 558 USD en date du 23 juin 2024.